# Christoph Franz von Buseck
Christian Franz von Buseck (Jagstberg, 28 dicembre 1724 – Bamberga, 28 settembre 1805) è stato un vescovo cattolico tedesco, ultimo principe-vescovo di Bamberga.
Egli era figlio di Ernst Johann Philipp Hartmann von Buseck e di Maria Anna von Buttlar.

## Biografia
Christian Franz Amand Daniel Veith Christian von Buseck discendeva da una famiglia della vecchia aristocrazia tedesca. Christian Franz era nipote del Principe-Vescovo di Fulda Amand von Buseck e del Gran Maestro Johann Christian von Buseck. Suo nipote fu Georg Karl von Fechenbach, Principe-Vescovo di Würzburg.
Nel 1794, già settantenne, venne secolto a succedere come Vescovo di Bamberga quando ancora era solo un semplice sacerdote. Il 16 agosto 1795 venne nominato da suo nipote Georg Karl al titolo di Vescovo, anche se Buseck venne reputato un reggente di debole carattere. I diplomatici a lui contemporanei così lo descrivono: «Un uomo che risente ormai del passare degli anni, senza però essere in grado di mettere in pratica l'esperienza acquisita. La sua mancanza in materia lo porta a servirsi di due favoriti».
La sua reggenza si concluse all'età di 79 anni e senza particolare memoria, dopo aver governato sotto l'influenza costante dei propri referendari segreti ed esser stato costretto a rassegnare le proprie dimissioni a seguito dell'occupazione francese della Germania, il 29 settembre 1802.
L'anno successivo il vescovato di Bamberga venne secolarizzato e nel 1803 venne disciolta anche la locale università.

## Genealogia episcopale
La genealogia episcopale è:
- Cardinale Guillaume d'Estouteville, O.S.B.Clun.
- Papa Sisto IV
- Papa Giulio II
- Cardinale Raffaele Riario
- Papa Leone X
- Papa Clemente VII
- Cardinale Antonio Sanseverino
- Cardinale Giovanni Michele Saraceni
- Papa Pio V
- Cardinale Innico d'Avalos d'Aragona, O.S.Iacobi
- Cardinale Scipione Gonzaga
- Patriarca Fabio Biondi
- Papa Urbano VIII
- Cardinale Cosimo de Torres
- Cardinale Francesco Maria Brancaccio
- Vescovo Miguel Juan Balaguer Camarasa, O.S.Io.Hier.
- Papa Alessandro VII
- Arcivescovo Massimiliano Enrico di Baviera
- Vescovo Johann Heinrich von Anethan
- Arcivescovo Anselm Franz von Ingelheim
- Vescovo Matthias Starck
- Arcivescovo Lothar Franz von Schönborn
- Vescovo Friedrich Karl von Schönborn-Buchheim
- Arcivescovo Franz Georg von Schönborn
- Arcivescovo Philipp Karl von Eltz zu Kempenich
- Arcivescovo Emmerich Joseph von Breidbach zu Bürresheim
- Vescovo Ludwig Philipp Behelm
- Arcivescovo Friedrich Karl Joseph von Erthal
- Arcivescovo Karl Theodor von Dalberg
- Vescovo Georg Karl von Fechenbach
- Vescovo Christoph Franz von Buseck